# Anmary
Linda Amantova, kendt under kunstnernavnet Anmary, er en lettisk sangerinde. Den 18. februar 2012 vandt hun det lettiske melodi grand prix og repræsenterede derfor Letland ved Eurovision Song Contest 2012 i Baku med sangen Beautiful Song, hvor hun blev nr. 15/16 med 25/23 point i 1. semifinale, og ikke deltog i finalen. 